# Гетьман Семен Григорович
Семен Григорович Гетьман (нар. 28 січня 1903 — 30 серпня 1985) — радянський військовик, Герой Радянського Союзу (1941), генерал-майор авіації (з 1944 року).

## Біографія
Народився 28 січня 1903 року в Полтаві (у той час центр Полтавської губернії Російської імперії) у сім'ї службовця. Українець. Після закінчення початкової школи працював каменярем.
У РСЧА з жовтня 1920 року. Брав учась у Громадянській війні.
У 1922 році закінчив курси в Полтавській піхотній школі. До 1928 року служив у піхоті командиром відділення, командиром взводу, помічником командира і командиром роти (в Українському військовому окрузі). У травні-жовтні 1928 проходив стажування на льотчика-спостерігача в авіаескадрильї (в Українському військовому окрузі). У 1929 закінчив Оренбурзьку військову авіаційну школу льотчиків-спостерігачів.
До 1932 року служив у ВПС льотчиком-спостерігачем в штурмовій авіаескадрильї, начальником аеронавігаційної служби і начальником штабу окремого коригувального авіазагону (в Українському військовому окрузі). У 1933 році закінчив курси удосконалення начальницького складу при Військово-повітряної академії імені М. Є. Жуковського. У 1935 році закінчив Качинську військову авіаційну школу льотчиків. Продовжував службу у ВПС начальником штабу авіазагону, командиром загону бомбардувальної авіаескадрильї, командиром корпусного авіазагону, командиром окремої авіаескадрильї і помічником командира легкобомбардувального авіаполку (у Харківському військовому окрузі).
Учасник радянсько-фінляндської війни. Здійснив 16 бойових вильотів на бомбардувальнику Р-Z.
Учасник німецько-радянської війни. 5-го та 9-го липня 1941 року командир 4-го штурмового авіаційного полку (11-а змішана авіаційна дивізія, Західний фронт) майор Гетьман С. Г. особисто керував завдаванням штурмових ударів по ворожому аеродрому в Бобруйську (Могильовська область, Білорусь), в результаті яких була виведена з ладу злітно-посадкова смуга та знешкоджено на землі 22 літаки противника.
4 жовтня 1941 року майору Гетьману Семену Григоровичу присвоєно звання Героя Радянського Союзу з врученням ордена Леніна і медалі «Золота Зірка» (№ 566)
З травня 1942 по травень 1945 року був командиром 230-ї штурмової авіаційної дивізії. Воював на Південному, Закавказькому, Північно-Кавказькому, 4-му Українському і 2-му Білоруському фронтах. Всього за час війни здійснив 12 бойових вильотів на штурмовику Іл-2.
Після війни до квітня 1946 року продовжував командувати штурмовою авіадивізією (в Групі радянських військ у Німеччині).
У 1948 році закінчив Вищу військову академію імені Ворошилова (Військову академію Генштабу). В 1948—1949 роках — командир штурмового авіаційного корпусу (в Групі радянських військ у Німеччині), з 1949-го по 1953-й рік — помічник командувача Транспортно-десантною авіацією. У 1953—1955 роках — старший викладач кафедри тактики вищих авіаційних з'єднань Військової академії Генштабу.
З серпня 1955 генерал-майор авіації С. Г. Гетьман у запасі. Жив у Москві. Помер 30 серпня 1985. Похований на Кунцевському кладовищі в Москві.